# Achimota

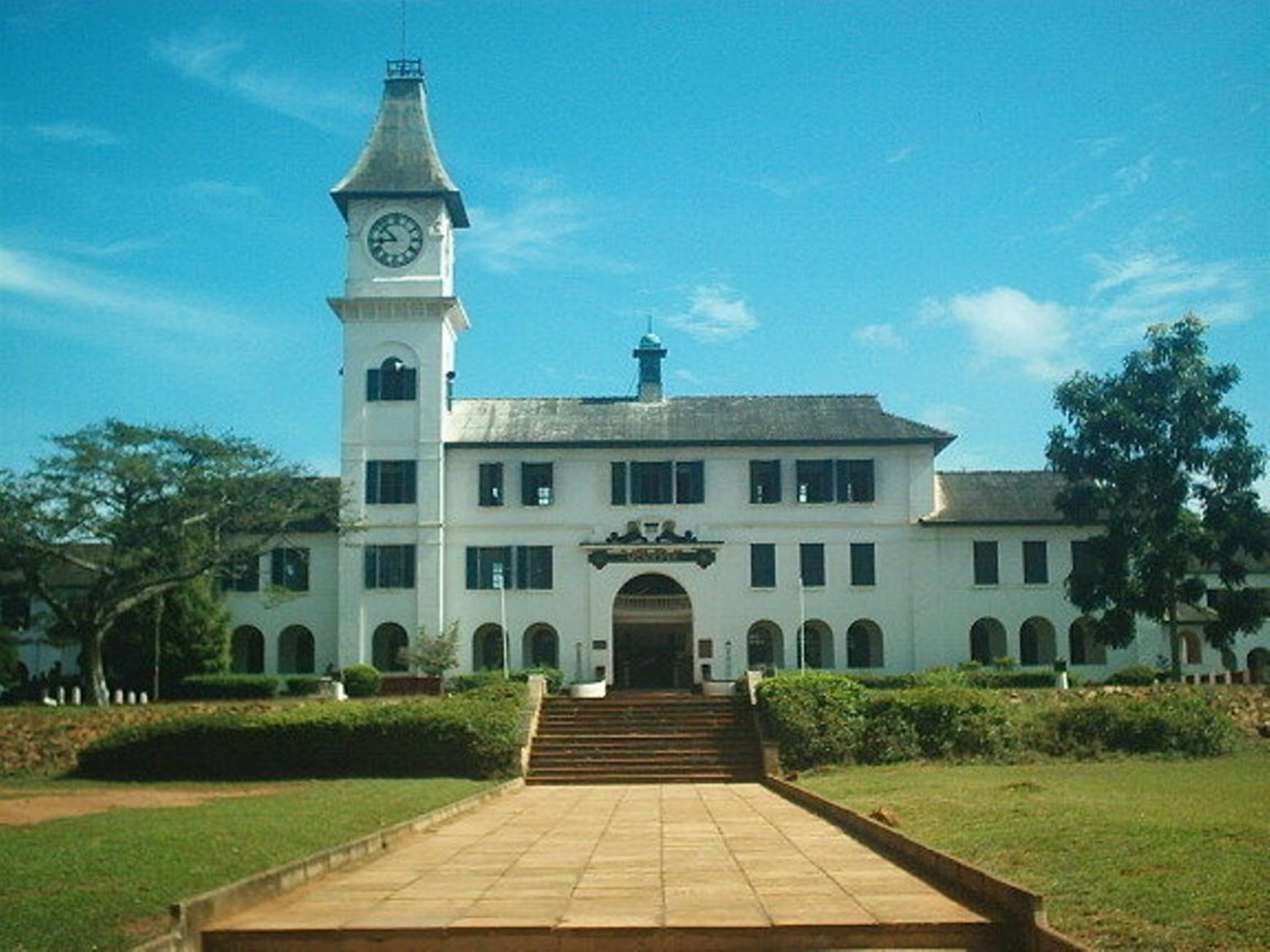
Achimota School

Achimota è un  quartiere nel Distretto della Metropoli di Accra, un distretto Regione della Grande Accra del Ghana.

## Educazione
Achimota è conosciuta per la prestigiosa Achimota School da cui ha ottenuto il suo nome. Achimota è noto anche per la St. John's Grammar Secondary School.
Achimota si trova sull'autostrada di Accra Kumasi subito dopo Tesano e dispone di edifici ben posati, bar e una buona vita notturna.